# Nicéforo Urano
Nicéforo Urano (en griego: Νικηφόρος Οὐρανός, romanizado: Nikēphoros Ouranos, en latín: Nicephorus Uranus; c. 940/950-c. 1010), fue un oficial y general bizantino de alto rango durante el reinado del emperador Basilio II. Uno de los socios más cercanos del emperador, participó activamente en Europa en las guerras contra los búlgaros, sobre todo por su gran victoria en el río Esperqueo, y contra los árabes en Siria, donde ocupó el mando durante la primera década del siglo xi como virtual virrey de Basilio. Un hombre bien educado, escribió un manual militar (Táctica) y compuso varios poemas y hagiografías que se han conservado hasta nuestros días.

## Biografía

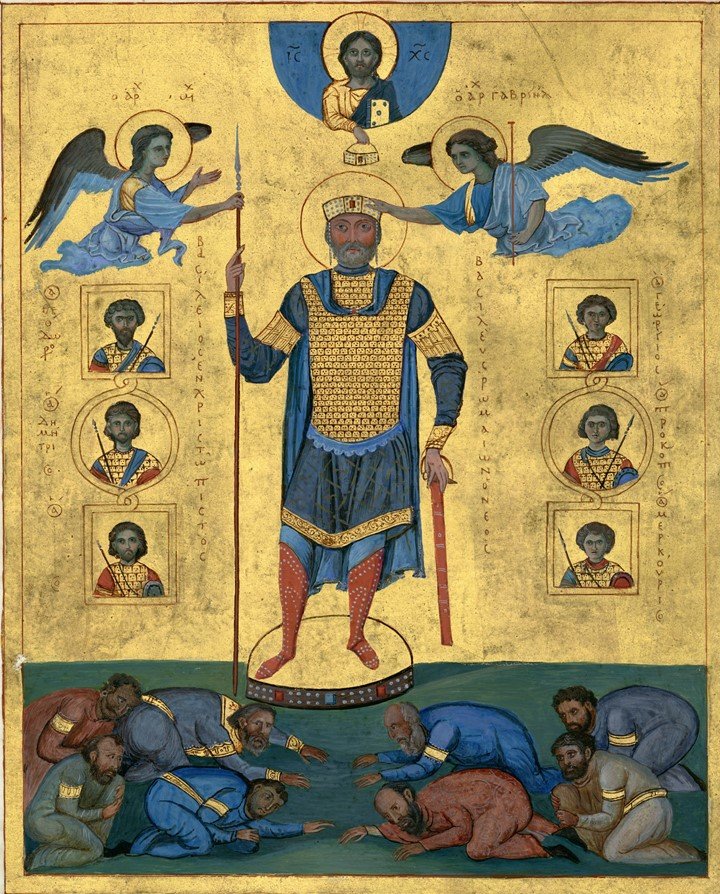
El emperador bizantino Basilio II. Nicéforo Urano fue uno de sus colaboradores más cercanos y de mayor confianza.

Se sabe muy poco del origen de Nicéforo Urano, nació posiblemente entre 940 y 950, y las crónicas lo representan mucho como un «hombre nuevo». Se tiene noticia de la existencia de un protospatario (alto dignatario de la corte imperial) y un asecreta (funcionario de la cancillería) llamado Basilio, quizás un pariente lejano, y por su correspondencia se sabe que tenía un hermano llamado Miguel. El propio Nicéforo Urano entra en la historia por primera vez a principios de la década de 980, durante las negociaciones entre el Imperio bizantino y el gobernante búyida de Bagdad para la extradición del general renegado Bardas Esclero. Después de que una embajada bizantina visitara Bagdad en 980, una embajada árabe bajo Ibn Shahram visitó Constantinopla en 982, y en su informe se menciona a Urano como confidente del joven Basilio II, que ocupaba el cargo de cartulario de la canícula («secretario del tintero imperial»). Ibn Shahram mencionó además que la estrecha asociación de Urano con el emperador lo convertía en enemigo del poderoso paracemomeno eunuco, Basilio Lecapeno, quien había supervisado los asuntos de estado durante décadas. Durante las negociaciones, Urano actuó como intermediario entre los árabes y el emperador, y posteriormente fue elegido por el paracemomeno para encabezar una delegación bizantina a Bagdad, que tomaría la custodia de Bardas Esclero.
Una vez en Bagdad, sin embargo, Urano fue acusado de intentar envenenar o de negociar en secreto con Bardas Esclero y fue encarcelado. Es muy probable que los cargos en su contra fueron orquestados por Basilio Lecapeno, quien deseaba deshacerse de este. Permaneció en prisión en Bagdad hasta que el propio Bardas Esclero fue liberado a fines de 986 y regresó a Constantinopla en 987. Para entonces, Basilio Lecapeno había caído del poder y había muerto, y Urano seguía disfrutando del favor imperial. Se le otorgó el rango de magistro, y su posición influyente es evidente por el hecho de que san Atanasio el Athonita lo nombró como el primer tutor laico (epítropo) de su monasterio de la Gran Laura.
Tras la muerte del gobernador militar (dux) de Tesalónica, Gregorio Taronita, en la batalla contra los búlgaros en 996, Basilio II nombró a Urano como doméstico de las escolas de Occidente; cargo que en la práctica era el comandante en jefe del ejército terrestre europeo. Tras su éxito, los búlgaros habían penetrado profundamente en Grecia, atacando y saqueando incluso hasta Corinto en el Peloponeso. En 997, Urano reunió sus fuerzas en Tesalónica y marchó hacia el sur para encontrarlas, mientras que el zar búlgaro Samuel, al enterarse de su llegada, se volvió hacia el norte. Los dos ejércitos finalmente se encontraron a orillas del río Esperqueo en la Grecia Central, que se inundó debido a las fuertes lluvias en los días anteriores, lo que lo hizo intransitable. Ambos ejércitos acamparon así en orillas opuestas del río. Los búlgaros, confiados en que los bizantinos no podrían cruzar el río, descuidaron la colocación de guardias. Sin embargo, Urano encontró un vado río arriba, cruzó su ejército durante la noche y atacó el campamento búlgaro. La batalla fue una derrota, ya que la mayoría del ejército búlgaro, sorprendido por sorpresa, fue asesinado o capturado. Incluso el zar Samuel y su hijo resultaron heridos y solo escaparon acostándose entre los muertos.
Urano continuó haciendo campaña en la zona durante los años siguientes, aunque el cronista Juan Escilitzes, nuestra fuente principal, no proporciona información sobre sus operaciones. En diciembre de 999, Urano fue nombrado dux de Antioquía en Siria, uno de los comandos militares regionales bizantinos más importantes. Tras la muerte del anterior dux, Damián Dalaseno, en la batalla contra el Califato fatimí en 998, el propio emperador Basilio II había hecho campaña en la zona el año anterior, con la esperanza de estabilizar la frontera oriental para dedicar sus recursos en Occidente contra Bulgaria. En la primavera del año 1000, Urano acompañó a Basilio II en su campaña que condujo a la anexión del principado georgiano de Tao, y defendió esta nueva posesión de los ataques de Gurgen de Iberia en 1001-1002.
Después de lograr una tregua de diez años con los fatimíes en 1001, el confiable Urano estaba destinado a ser el representante de Basilio II en las áreas fronterizas orientales, y estaba armado con autoridad plenipotenciaria, como lo atestigua un sello que lo declara «señor del Oriente» (en griego: ὁ κρατῶν τῆς Ἀνατολῆς). En 1000-1001, Urano sofocó un levantamiento de dos tribus beduinas sirias, los numeritas y los atafitas. En 1005-1007, participó en operaciones contra el rebelde árabe Al-Asfar, a quien finalmente derrotó en 1007. No se sabe nada de Urano después de esa fecha, aunque el hecho de que el nombramiento de un nuevo dux de Antioquía no se produjo hasta 1011 puede significar que continuó ocupando ese cargo hasta esa fecha.

## Obras literarias

### LaTácticade Urano

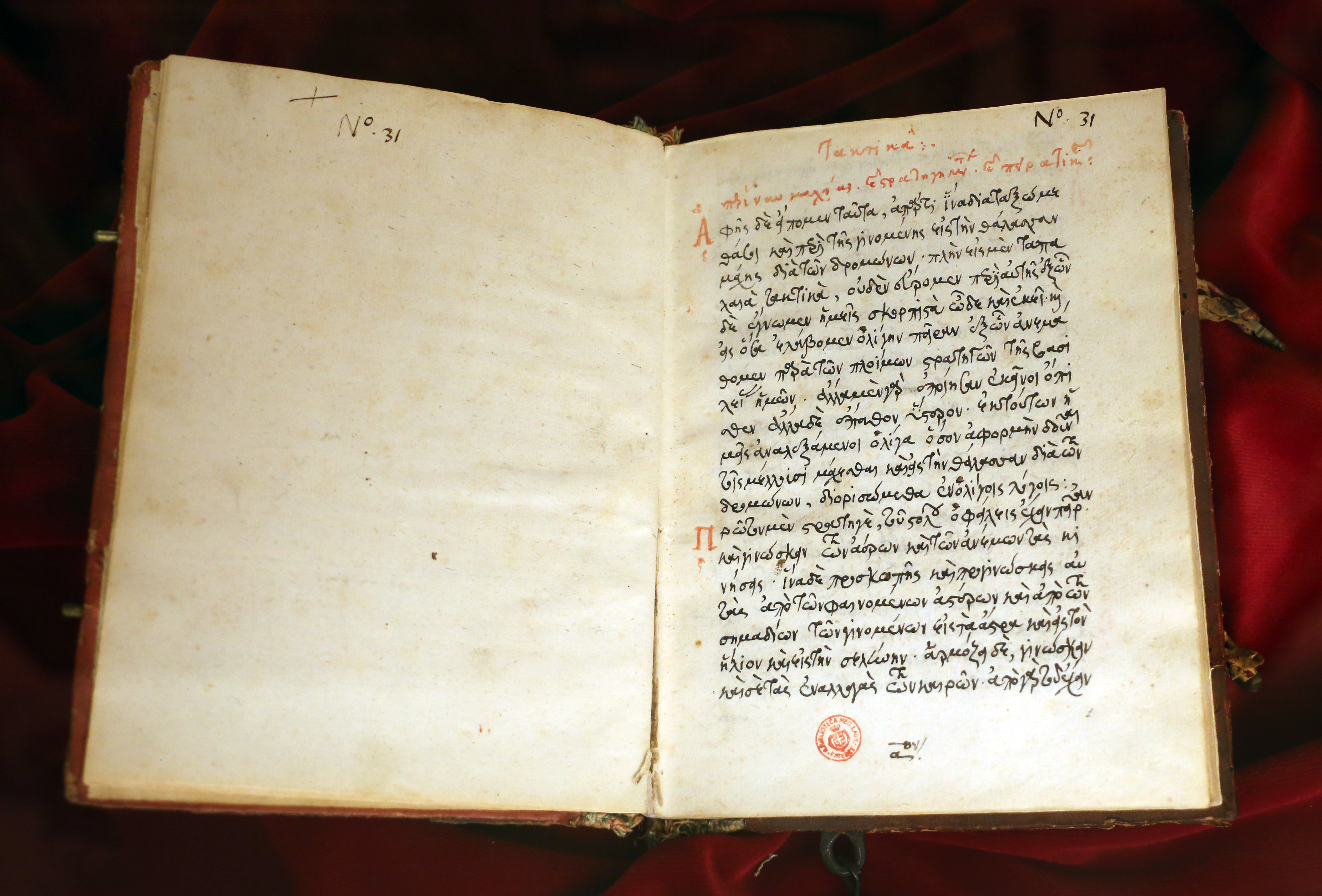
Copia de la Táctica de Nicéforo Urano, 1564.

El siglo X fue testigo del resurgimiento de la escritura de obras enciclopédicas en el Imperio bizantino, incluidos los manuales militares, cuyo último ejemplo está representado por la Táctica (en griego: Τακτικά) de Nicéforo Urano, escrito mientras era dux de Antioquía.
La obra está compuesta por 178 capítulos, que se pueden dividir en las siguientes partes:
- Los capítulos 1-55 son una paráfrasis de la Táctica del emperador León VI el Sabio.
- Los capítulos 56-62 son una paráfrasis de los preceptos militares del emperador Nicéforo II Focas, mientras que los capítulos 63-65 adjuntos reflejan la propia experiencia de Urano y son enmiendas de textos anteriores que reflejan las nuevas circunstancias de la guerra bizantina a principios del siglo xi.[23]
- Los capítulos 66-74 se derivan del autor del siglo i, Onasandro.
- Los capítulos 75-175 y 176-178 también se derivan de autores antiguos.

De las propias adiciones de Urano, el capítulo 63 trata de las incursiones en territorio enemigo. El capítulo 64 analiza el problema de levantar el campamento y ponerse a marchar cuando el enemigo está cerca, así como el paso forzado de un desfiladero controlado por el enemigo (extraído de autores anteriores). El capítulo 65 se ocupa de la técnica de asedio.
Este último es especialmente notable por la importancia que se le da a los factores psicológicos y diplomáticos durante un asedio. Por ejemplo, señala la importancia de tomar precauciones incluso contra los súbditos cristianos que suministran cereales, queso o ganado a un enemigo musulmán porque, de lo contrario, el alto precio ofrecido resultará tentador. Del mismo modo, sugiere alternar entre ofertas de gracia de clemencia y duras amenazas de represalias (especialmente contra cristianos armenios y siríacos, apóstatas del Islam (en griego: μαγαρίται) y otros herejes), ya sea que se planee honrarlos o no, ya que tal vacilación producirá disensión entre los defensores.
Por extraño que parezca, aunque Urano se refiere a fundíbulos, parece que este (y por extensión los bizantinos) los usó contra los defensores en las murallas y no contra las murallas mismas. Aparentemente, ignorando el poder destructivo que tenía a su disposición, escribe: 

«Los hombres de la antigüedad, en su búsqueda de la guerra de asedio, construyeron muchos artefactos como arietes, torres de madera, escalas con diversas características, y todo tipo de otras cosas que nuestra generación apenas puede imaginar. Sin embargo, he probado todos estos dispositivos y he descubierto que, de todos ellos, la forma más eficaz, una que el enemigo no puede igualar, es socavar los cimientos...»

### Otras obras
Urano también era un hombre piadoso, que intentaba llevar una vida monacal sin desvincularse de los asuntos mundanos. Como se mencionó anteriormente, se le encomendó el mantenimiento del gran monasterio de la Gran Laura, y en su juventud aparentemente fue amigo de san Simón Metafraste, sobre cuya muerte escribió un poema de lamento.
Es autor de dos textos hagiográficos conocidos, la metáfrasis La vida de San Simeón de la Admirable Montaña y La pasión de Teodoro el Recluta.

## Lectura adicional
- Krausmüller, Dirk (Invierno de 2001–2002). «Fainting fits and their causes: a topos in two Middle Byzantine metaphraseis by Nicetas the Paphlagonian and Nicephorus Ouranos». Golden Horn: Journal of Byzantium (en inglés) 9 (1).
- McGeer, Eric (2000). «Byzantine Siege Warfare in Theory and Practice».  En Corfis, Ivy A.; Wolfe, Michael, eds. The Medieval City under Siege (en inglés). Woodbridge, Reino Unido y Rochester, Nueva York: The Boydell Press (Boydell & Brewer Limited). ISBN 978-0-85115-756-6.
- McGeer, Eric (2008). Sowing the Dragon's Teeth: Byzantine Warfare in the Tenth Century (en inglés). Washington D. C.: Dumbarton Oaks Studies. ISBN 978-0-88-402224-4.
- Trombley, Frank (1997). «The Taktika of Nikephoros Ouranos and Military Encyclopaedism».  En Binkley, Peter, ed. Pre-Modern Encyclopaedic Texts: Proceedings of the Second COMERS Congress, Groningen, 1–4 July 1996 (en inglés). Leiden: Brill. pp. 261-274. ISBN 978-90-04-10830-1.